# Bill Pertwee
William Desmond Anthony « Bill » Pertwee (né le 21 juillet 1926 à Amersham et mort le 27 mai 2013  dans le  comté de Cornouailles) est un acteur britannique.

## Biographie
Bill Pertwee est principalement connu pour avoir tenu le rôle de Warden William Hodges, le rival et ennemi du capitaine Mainwaring dans la série télévisée Dad's Army, entre 1968 et 1977.